# Raymond-Hamet
Raymond-Hamet (1890-1972) fue un botánico francés, especializado en Crasulaceae.
En 1907, publica su mayor obra integrando a Bryophyllum dentro de Kalanchoe. Fue una decisión que aún continúa en controversia. Un número significativo de botánicos los sigue reconociendo a los dos como géneros separados. Y muchos otros consideran a Bryophyllum como una sección dentro de Kalanchoe.

## Algunas publicaciones
- Raymond-Hamet, A. 1932. “Physiological action of the extract of muira puama.” Comp. Rend. Soc. Biol. 109: 1064-7
- ----. 1951. A new crystalline alkaloid extracted from a Rubiaceae of Gabon and belonging to a hitherto unknown chemical type. C R Hebd Seances Acad Sci. 232 (25) : 2354-6

- La abreviatura «Raym.-Hamet» se emplea para indicar a Raymond-Hamet como autoridad en la descripción y clasificación científica de los vegetales.[1]